# Noertrange
Ne doit pas être confondu avec Noertzange.
Noertrange (luxembourgeois : Näertreg, allemand : Nörtringen) est une section de la commune luxembourgeoise de Winseler située dans le canton de Wiltz. En 2006, le village comptait 299 habitants.
Le village est surtout connu pour son aérodrome.

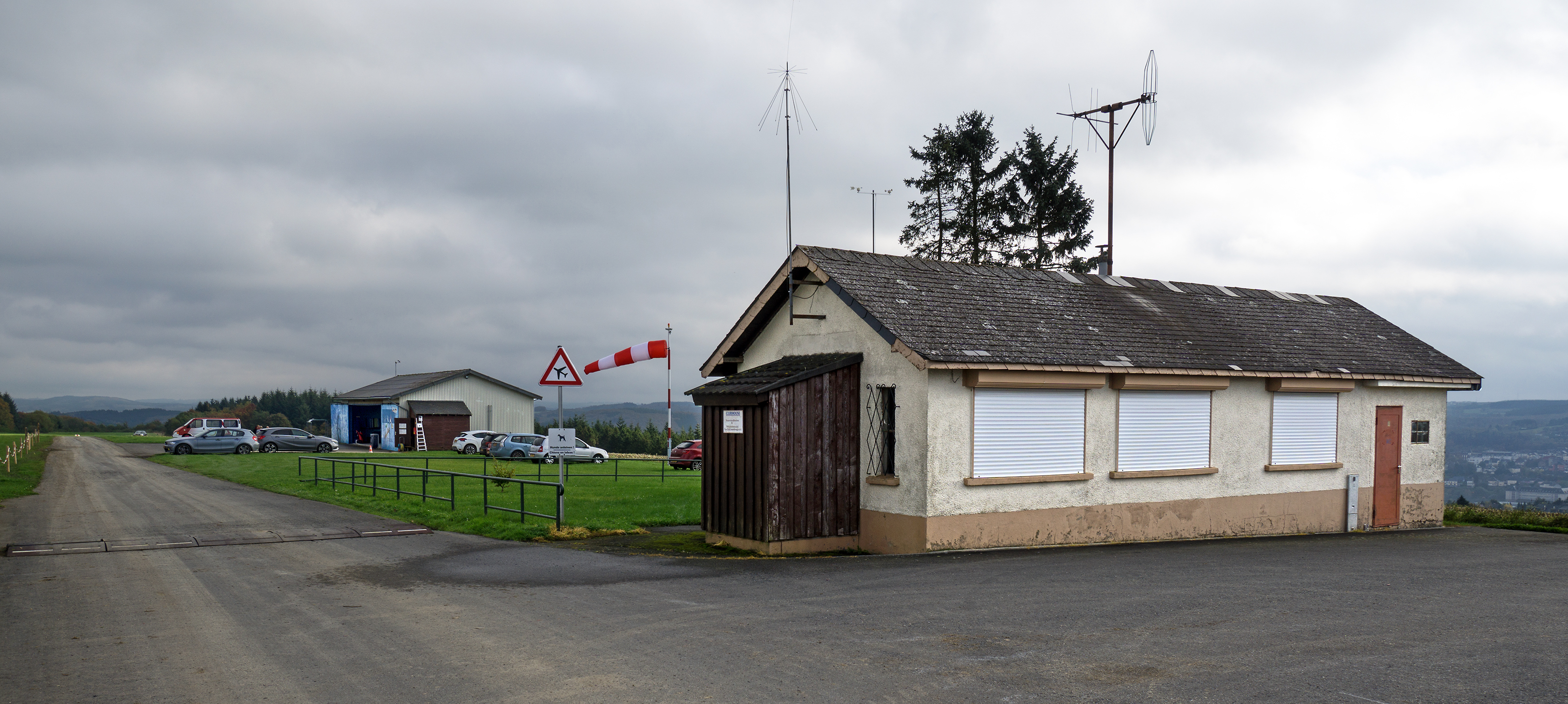
Installations de l'aérodrome.